# Saint-Sylvestre-Pragoulin

Saint-Sylvestre-Pragoulin este o comună în departamentul Puy-de-Dôme, Franța. În 1 ianuarie 2022 avea o populație de 1.065 de locuitori.